# Picap
PICAP és una empresa discogràfica fundada el 1984 per Joan-Carles Doval, procedent d'Edigsa, nascuda amb la intenció d'editar l'obra de grups catalans, amb especial interès per la música cantada en català.
La primera oficina de Picap es va obrir el març del 83, de la mà d'en Joan-Carles Doval, professional del món discogràfic català que tenia gran motivació per engendrar un projecte propi. La idea inicial que s'ha mantingut al llarg dels anys és la de donar suport i treballar el més conjuntament possible amb els intèrprets i autors del país respectant la seva expressió lingüística, però donant un suport preferencial a la llengua catalana. A partir dels anys 1990, també va obrir una línea de música llatina, principalment cubana, de molt alta qualitat.
El febrer de 2017 es crea un nou segell anomenat Delirics enfocat a artistes i grups emergents catalans.
Picap ha obtingut el reconeixement de diverses institucions i mitjans públics i sobretot de la societat que a través de la compra dels discos editats ha fet possible aquest projecte. A partir del 2004, i arran del canvi de preferències dels consumidors, part de la producció musical de Picap es pot trobar a les principals botigues de descàrrega electrònica de música enregistrada. Així, es poden trobar els artistes de Picap a iTunes, Spotify, Amazon o similars.

## Història[4]

### Gestació
Joan-Carles Doval Garcia (Sabadell, 1953) no va arribar a la indústria discogràfica per casualitat. Aquest apassionat de la cançó d'autor en català es dedicava a organitzar concerts. A la dècada dels setanta, en plena transició havia muntat actuacions de Lluís Llach, Sisa, Raimon, Pau Riba, Maria del Mar Bonet i molts més al Teatre Municipal La Faràndula, al Cinema Imperial i a l'Auditori de Caixa Sabadell. Fins i tot, juntament amb un company radiofonista, va organitzar el "Primer Sabadell a tota música", un festival a l'estil del Canet Rock amb noms de referència com Sisa, Pau Riba, Rocky Muntanyola, Iceberg, Música Urbana i la Companyia Elèctrica Dharma entre d'altres que van tocar a les pistes d'atletisme de la Joventut Atlètica de Sabadell l'any 1977.
L'activitat com a promotor d'actuacions el va fer entrar en contacte amb la ràdio. Un dia mentre li feien una entrevista per parlar d'un dels seus concerts a Ràdio Sabadell li van proposar de fer una prova. La seva veu profunda i segura li va obrir les portes d'aquest mitjà en una època en què es valoraven molt més que ara les bones veus. A Ràdio Sabadell, entre el 76 i el 79, feia de dilluns a divendres un programa nocturn "La cançó avui". També participaria en la FM de l'emissora anomenada Antena de Catalunya (78-79) i col·laboraria amb Ràdio Olot (79-85) i Ràdio Grup de Girona (86-90). Les hores de micròfon les seguia compaginant amb l'organització de concerts i, més endavant, amb la tasca discogràfica. L'any 79 va estar a punt d'entrar a l'Ajuntament de Sabadell. Va ser cap de llista de la coalició formada per Esquerra Republicana de Catalunya amb el Front Nacional de Catalunya i per molt pocs vots es va quedar a les portes del consistori. El 10 de març d'aquell any el Diari de Sabadell feia aquest perfil del candidat "Jove. Nacionalista. Molt de pèl; sense pèls a la llengua. Diuen que anava per periodista i ha quedat en disc-jockey de la música autòctona. Promotor de festivals. Polític novell, encara que en un grup experimentat i pioner de la resistència dels anys de foscor".
El pas pel departament de promoció i artístic de la discogràfica Edigsa entre el 78 i el 83 li va permetre establir contacte amb la realitat del sector. Allà va treballar en la promoció de discos com La màgia de l'estudiant de Sisa i Romesco del Gato Pérez. Després de la desaparició de l'històric segell només va aguantar dos mesos a PDI. Tenia molt clar que volia fer les coses a la seva manera. Així el 1983 comença a maquinar el que serà una de les discogràfiques cabdals de la història musical d'aquest país, Picap. Munta un despatx amb dues taules i un telèfon al carrer Consell de Cent de Barcelona i, amb tota la modèstia del món, es llença a l'aventura. Hi havia una clara declaració d'intencions, editar i promoure la música que es feia a Catalunya, especialment la cantada en català.

### Primera etapa. Consell de Cent (1984-87)
L'estrena empresarial es produeix l'any 84 amb quatre maxi-singles que apareixen simultàniament i obren quatre vies musicals ben diferents. El grup Programa es trobava en connexió amb l'emergent moguda electrònica que arribava des d'Anglaterra batejada com a techno-pop, Javier Asensi s'encaminava a un potencial públic de fans, Oslo apuntava noves tendències en el pop i Rockson reivindicava el rock dur. Seria aquest darrer grup el que li donaria les primeres alegries i desil·lusions.
Hèctor Vila, Maria-Josep Villarroya, Joan Soler Boronat són dels primers noms propis de Picap que comparteixen oficina amb Josep Tero o el Gato Pérez, un argentí-barceloní amb qui Doval havia entaulat amistat en la seva època a Edigsa. De totes maneres, el primer gran èxit de la nova discogràfica és un home de barba fosca, ulleres fumades i vestit íntegrament de negre. Tot i que havia cantat ja no ho feia, s'havia especialitzat en l'humor. Es deia Eugenio i els seus acudits són un clàssic de la cultura catalana.
El veritable motor de difusió dels primers llançaments de Picap són les emissores municipals que, com qui diu, acabaven de néixer gràcies a l'empenta d'uns locutors amateurs i entusiastes que se sentien identificats amb aquells nous artistes que, principalment, s'expressaven en llengua catalana. La suma d'aquestes ràdios amb algunes delegacions comarcals d'algunes cadenes estatals que operaven amb una independència que no tenen actualment donaven audiències considerables per començar a fer popular un grup o solista. No era gens estrany que els primers artistes de Picap fessin centenars d'entrevistes arreu del territori i es guanyessin la simpatia dels radiofonistes. Aquest serà el motor que també impulsarà el nou rock cantat en català que neix descentralitzat i comarcal. Picap també ha demostrat ser molt poc centralista i, en moltes ocasions, ha realitzat les presentacions dels seus discos en les comarques d'origen dels seus artistes. Sau a Vic i Sangtraït a Figueres en són dos exemples prou clars. Primer a comarca i, després, si cal, a la capital.

### Segona etapa. Carrer de Girona (1987-91)
En aquests darrers anys de la dècada dels vuitanta entren a l'escuderia de Picap els Grec que s'apunten a l'ona propera al funky que també treballaven altres nous grups que en aquells moments començaven a obrir-se camí com Duble Buble i N'Gai N'Gai. Era una època d'escalfament per allò que no tardaria a arribar, la veritable explosió del nou rock en català. Qualsevol discogràfica rep setmanalment dotzenes de maquetes d'artistes il·lusionats per aconseguir un contracte i veure publicades les seves creacions. Les orelles dels caçadors de talents busquen qualitat i actualitat o, millor, futur immediat. Per Picap la selecció d'artistes sempre ha vingut marcada per aquella primera declaració d'intencions que prioritzava treballar amb artistes catalans que cantin en qualsevol llengua encara que, preferentment, en català. Aquesta premissa ha de venir complementada per la qualitat i, molt important, se li han de veure possibilitats de connexió amb un públic. No existeix cap fórmula magistral i no hi ha normes que marquin les tendències del mercat. Aquí fa falta nas per triar entre la innombrable quantitat de propostes que fan els creadors musicals. A més de nas, o millor dit orella, també fa falta un cop de sort. El món discogràfic està ple d'errors garrafals que costa de reconèixer.

### Tercera etapa. Sabadell (1991-2000)
L'any 91 Lluís Llach fitxa per Picap. El cantautor de Verges es converteix, en aquell moment, en el gran artista de la companyia, el que li atorgarà un gran prestigi i, a més, representarà una gran satisfacció personal per al seu director que, des de sempre, s'ha declarat un gran admirador de l'obra de Llach. Els Sau, després d'arrasar amb Quina nit agafen el camí de les multinacionals, Sangtraït es mantenen a la casa i preparen el seu quart àlbum Contes i llegendes en un moment en què es constatarà que el mal anomenat rock català ha tocat sostre. Tot i això s'aposta per nous grups i, a més, es publica el primer karaoke domèstic de rock en català. La cinta de vídeo contenia cinc cançons molt populars d'aquell nou moviment. Tres eren de Sangtraït, "El vol de l'home ocell", "No recordo" i "Furtadora d'ànimes", les altres dues de Sau, "No he nascut per militar" i "Només ho faig per tu". La producció en el camp del pop-rock aposta per grups com Tancat per Defunció, Terratrèmol o Parking... Llavors arriba el gran revulsiu Lluís Llach que, per cert, col·laborarà amb els de La Jonquera en una cançó d'homenatge al cantant de Queen titulada "Freddie Memorium". Això demostra l'obertura de mires del baixempordanès. Llach i Sangtraït compartiran escenari el 25 d'abril del 93 al Parc de la Ciutadella de Barcelona. Rock i cançó són els principals arguments comercials de Picap amb artistes punters en cadascun dels gèneres.
Tenir Lluís Llach a la companyia fa replantejar algunes coses a nivell comercial. L'artista té mercat molt més enllà de Catalunya i cal arribar-hi. Les oficines de Picap s'han desplaçat de Barcelona a Sabadell on tenen més espai per emmagatzemar una producció que creix a passes agegantades. A més, l'any 94 s'obrirà una delegació a Madrid amb dues persones, una per promoció i una altra dedicada al departament comercial. També el 94 neix Actual Records en societat amb un exdirector comercial d'Edigsa Santi Desongles. Actual és distribuïdora tot i que publica algun disc amb segell propi. Ofereix un catàleg amb més de tres mil referències que, a més de tot el material de Picap, inclou un ampli apartat de música llatina, world music i àlbums de grans èxits de línia econòmica. El Juny de 2002 Actual Records passarà en un cent per cent a mans de Joan-Carles Doval.
Per qüestions de mimetisme el catàleg de Picap creix considerablement amb noms històrics de l'escena catalana. El fet de tenir a Lluís Llach dona prestigi i confiança a la companyia que en els anys posteriors estableix lligams amb la Companyia Elèctrica Dharma, Tomeu Penya, Raimon, Maria del Mar Bonet i Marina Rossell. L'any 93, a més, la discogràfica havia rebut de mans del que aleshores era Conseller de Cultura de la Generalitat Joan Guitart un dels Premis Nacionals de la Música. Es destacava el conjunt d'enregistraments editats per Picap.
Els anys noranta també representen l'aparició d'un nou gènere musical, la sardanova de l'inquiet Santi Arisa. "Crec que és molt important que en aquest país s'escolti música instrumental i de cobla. Em sento útil a la societat, ja que en un moment de crisi es ven música del país"; així s'expressava Arisa l'abril del 94 a la revista Musica’t i es defensava de les crítiques que patia per part d'alguns sectors sardanistes, "hi ha qui diu que la sardanova ataca la sardana. Aquesta no és, ni de bon tros, la nostra intenció. Volem complementar la sardana, no pas substituir-la". El 93 i el 94 van sortir els dos primers àlbums dedicats a la sardanova, Santi Arisa amb la Cobla Montgrins i els seus Lakatans impulsaven una nova música tradicional que combinava la sonoritat catalana amb la de la resta del món.
Des de la segona meitat dels noranta entra a Picap un nou aire caribeny. Les Gema 4, quatre veus impressionants de Cuba, arriben a Catalunya per seduir al públic amb els seus boleros a cappella. Estela, Odette, Michelle i Laura inicien amb Picap una interessant carrera que ràpidament és valorada per tots els sectors musicals del país que sol·liciten les seves harmonies vocals en dotzenes de gravacions. Un dels treballs més entranyables serà De l'Havana a l'Empordà (02), un disc acompanyat d'una gira amb el grup Port-Bo per combinar dues maneres d'entendre les havaneres. Cap a finals dels noranta s'aposta pels interessants cantautors Roger Mas, Sílvia Comes i Lídia Pujol i es rep a dos artistes que, després d'una popular carrera amb els seus respectius grups, inicien la seva aventura en solitari, Pep Sala i Adrià Puntí.
En aquests últims anys de la dècada passen per Picap noms il·lustres del rock espanyol dels vuitanta com Loquillo i Ramoncín, a més de Los Sírex i Los Salvajes, història viva del rock dels seixanta. Mentre aquests darrers presenten discos en què perpetuen el repertori de fa trenta anys, Loquillo i Ramoncín publiquen dos discos amb noves creacions però amb una rebuda discreta. L'altíssim cantant del Clot hi va incloure dues cançons en català sobre poemes de Joan Salvat-Papasseit i Pere Quart. En la interpretació d'aquest darrer, "Quin fred al cor, camarada!" hi col·laborava Maria del Mar Bonet. El rock’n'roll també queda perfectament representat al recopilatori Tributo al Rey, un homenatge a Elvis Presley amb una combinació d'artistes que va de Loquillo a Sangtraït, passant per Gabinete Caligari, Australian Blonde o Nel·lo y la Banda del Zoco.
També a les darreries dels noranta els valencians Al Tall entraran en la nòmina de Picap i s'hi estrenaran amb La nit (99) per continuar amb el commemoratiu 25 anys en directe (01), un altre dels discos de gran valor històric de Picap. El folk combatiu del grup de Vicent Torrent i Manuel Miralles queda perfectament immortalitzat en aquest directe enregistrat a l'Auditori de Torrent i amb l'acompanyament de la Banda Simfònica Unió Musical de Torrent. Aquesta tercera etapa de Picap també ve marcada per les reedicions en compact disc de vinils importantíssims de la història musical a Catalunya d'artistes com Iceberg, Pegasus, Xesco Boix, Grup de Folk, Ara Va de Bo, Sisa, o Música Dispersa provinents de segells com Als 4 Vents o dels propis artistes com ara Max Sunyer o Santi Arisa.
A finals d'aquesta dècada comença a funcionar el web picap.com que serveix, primer, com a aparador promocional dels artistes i de la mateixa companyia i, amb els anys, es converteix en un canal de vendes. No estem parlant d'un gran volum de compres però si que funciona amb algunes de les referències més específiques i curioses. Les demandes arriben de petites poblacions catalanes o espanyoles que no disposen de botigues de discos o de diferents punts de l'estranger com els Estats Units, Sud-amèrica o, fins i tot, del Japó. Els discos més venuts són aquells més minoritaris que es fan difícils de trobar a les botigues, el fons de catàleg i també les col·leccions de Llach i Raimon.

### Quarta etapa.Castellar del Vallès(2000-actualment)
El sector discogràfic està en crisi, i Catalunya no se'n salva, tot al contrari, en pateix les conseqüències i per la música en català, en tractar-se d'un mercat reduït, el marge de maniobra és encara més limitat. "La indústria està en procés de desmobilització –escriu Lluís Gendrau a l'estudi Música i ideologies– la difusió i promoció dels grups i artistes és cada cop menor als mitjans de comunicació i l'aposta per facilitar l'accés de noves bandes al mercat és pràcticament inexistent.
Igual que moltes discogràfiques Picap ha de prescindir o no renovar contracte amb alguns dels seus artistes que, tot i vendre moltes còpies, resulten deficitaris perquè realitzen produccions d'un cost elevat. En aquest sentit no es renova ni Lluís Llach que s'acomiada de la companyia amb Temps de revoltes (2000), ni Marina Rossell que tot i vendre milers de còpies no s'aconsegueix fer quadrar els números. Tampoc s'arriba a un acord amb Tomeu Penya que després de publicar Això és pecat (01) vol enregistrar un disc en castellà i des de la companyia no es creu en aquest projecte.
Després de tots aquests canvis Raimon queda com l'artista més important que Picap manté en nòmina i, a més, en una etapa especialment creativa en què presenta espectacles d'un nivell de qualitat altíssim encara que adreçats a un públic selecte i minoritari. Al llarg del 2003 és capaç de muntar concerts a partir de poetes medievals i, pocs mesos després dedica monogràficament un concert als poemes de Salvador Espriu. Miquel Pujadó, tancant una entrevista amb l'artista a la revista Catalunya Música, el defineix així l'Abril de 2003 "un "socarrat" de Xàtiva que ha aportat a la maltractada cançó en llengua catalana una obra d'una solidesa i coherència exemplars, diguin el que diguin els reduccionistes que volen identificar Raimon amb un crit i amb tres acords de guitarra, i que mai no s'han pres la molèstia d'escoltar-lo de debò".
2004 va ser l'any del vintè aniversari de Picap, es va crear un logotip nou per l'ocasió i es va realitzar un concert commemoratiu a les "Festes de la Mercè" amb la participació de molts del noms que protagonitzen el present i, evidentment, que han de garantir el futur de Picap.
La situació actual del sector discogràfic no és especialment optimista. Tot i amb ell canvi de color polític de la Generalitat, que després de vint-i-tres anys de govern convergent ara ha passat a mans d'un tripartit catalanista i d'esquerres, no s'ha notat una millora en la sensibilitat de la televisió catalana cap a la música cantada en català. Per fer força i tractar els problemes del sector, l'any 2003 es va crear l'Associació de Productors-Editors Discogràfics i Videogràfics de Catalunya (APECAT). Picap hi participa activament.
Picap enfoca el nou segle pensant en els canvis tecnològics i culturals que està marcant la societat i és per això que ha reestructurat l'empresa creant nous departaments com són els de màrqueting i el de noves tecnologies que tenen la missió de preparar el futur immediat, adaptant i estructurant la companyia per enfrontar el mercat de la música enregistrada que demanden els nous temps.
La companyia seguirà en la seva política artística de posar a l'abast del públic un gran catàleg històric amb grans noms i discos de gran rellevància procedents de l'adquisició dels catàlegs d'Edigsa i de PDI, combinat amb els llançaments de nous intèrprets de qualitat, solistes, grups i de tots els gèneres musicals.
El 2020 Doval va deixar la direcció i la va agafar Albert López.

## Grups i artistes[6][7][8][9]

### Provinents dels catàlegs d'EDIGSA,PDIiAls 4 vents
- Josep Vicenç Foix
- Grau Carol
- Remei Margarit
- Josep Maria Espinàs
- Delfí Abella
- Salvador Escamilla
- Josep Carner
- Salvador Espriu
- Els 4 gats
- Orfeó Lleidatà
- Dodó Escolà
- Francesc Heredero
- Clementina Arderiu
- Marià Manent
- Antoni Ros Marbà
- Coral Sant Jordi
- Carles Riba
- Queta & Teo
- Francesc Pi de la Serra
- Els 4 Z
- Cobla Barcelona
- Catalonia Jazz Quartet
- Duo Ausona
- Maria Cinta
- Germanes Ros
- Picapedrers
- Els Xerracs
- Els Corbs
- Gil Vidal
- Mauné i els seus dinàmics
- Quartet vocal Clara Schumann
- L'esquitx
- Jovelyne Jocya
- Jacinta
- Jeannette Ramsay
- Joe Martin
- Orfeó Enric Morera
- Brenner’s folk
- Dos + un
- Núria Espert
- Miquelina Lladó
- Salomé
- Cor Madrigal
- Marian Albero
- Núria Feliu
- Pere Quart
- Joan Manuel Serrat
- Albert Vidal
- Isidor
- Eddie Lee Mattison
- Pere i Joan Francesc
- Maria Pilar
- Jordi Fàbregas
- Miró Casabella
- El grup de 3
- Elisa Serna
- Maria e Xavier
- Xoan Rubia
- Els Consellers
- Jaume Arnella
- Teresa Rebull
- Agustí Bartra
- Falsterbo 3
- Gualberto
- Quilapayún
- Guillermina Motta
- Maquina
- Tapi
- Ara va de bo
- Enric Barbat
- Orquestra Simfònica de Barcelona
- Grup de folk
- Jei Noguerol
- Tapiman
- OM
- Jarka
- Vicent Torrent
- Jordi Soler
- Hamster
- Miquel Cors
- Guima & Shabbath
- Enric Barbat
- Peter Roar
- Esquirols
- Daniel Viglietti
- Dolors Laffitte
- Maria Laffitte
- Toti Soler
- Joan Baptista Humet
- Els Sapastres
- Orquestra Mirasol
- Jordi Sabatés
- Iceberg
- Barcelona Traction
- Ovidi Montllor
- Al Tall
- Quintín Cabrera
- Ramon Muntaner
- Blay Tritono
- Música Urbana
- Secta Sònica
- Companyia Elèctrica Dharma
- Francisco Curto
- Oriol Tramvia
- Mirasol Colores
- Rafael Subirachs
- Badabadoc
- Xesco Boix
- Colla Jacomet
- Josep Tarradellas
- Josiana
- Cobla Selvatana
- Jordi Farràs
- Aguaviva
- Jazzom
- La Alegre Banda
- Melodrama
- Doberman
- Los Auténticos
- Liquid Car
- Cathy
- Víctor Manuel Muñoz
- Canela
- Orquestra Català
- Lluís el Sifoner
- Alejandro Jean
- Lluciana Sari
- Sausalito
- Orquestra Pasapoga
- Huapacha Combo
- Pernil Latino
- Curroplastic
- Pegasus
- Teverano
- Suck Electrònic
- Carraixet
- Programa
- Julio Alberto y Carmen
- Tet i Àlex
- Tango?
- Santi Vendrell
- Cobla Mediterrània
- Burning
- Cobla Miramar
- Deneb
- Gato Pérez
- Astrolabio
- Orquestrina Galana
- Grup Gavina
- Orquestra Plateria
- Xavier Cugat
- El sac de danses
- Albert Pla
- Peret
- Ia Clua
- Jordi Batiste
- Los Sírex
- Lluís Llach
- Tete Montoliu
- Pere Tapias
- Esqueixada Sniff

### Provinent del catàleg propi de Picap
- Rockson
- Oslo
- Hèctor Vila
- Programa
- Maria del Mar Bonet
- Marc Amat
- Grec
- La Madam
- La Murga
- Han
- Grup Terra Endins
- Maria-Josep Villarroya
- Quilapayún
- Manel Camp
- Tradivàrius
- Ambtainer
- Fuck off
- Disseny
- Max Sunyer
- Sangtraït
- Paco Muñoz
- Eugenio
- Sau
- Pixamandurries
- Tancat per defunció
- Josep Tero
- Manzano
- Parking
- Jaque al rey
- Ja t'ho diré
- Companyia Elèctrica Dharma
- Santi Arisa
- i6
- Nakki
- Terratrèmol
- Tots sants
- Zoo il·lògics
- Orquestra Maravella
- Salzburg
- Fora des sembrat
- La Fosca
- Bitayna
- Marc Durandeau
- Quercus Suber
- Miquel del Roig
- Modest Moreno
- Gema 4
- Jose Angel Navarro
- Nats
- Rovell d'ou
- Arizona Baby
- Sui Generis
- Santi Arisa
- Port Bo
- Empordà Fusió
- Tomeu Penya
- Alius
- Tela Marinera
- Lliris
- Tralla
- Carles Cases
- Cimarrón
- Marina Rossell
- Quars
- Pep Sala & La banda del bar
- Roger Mas
- La Rural Company
- Sílvia Comes
- Lídia Pujol
- Dyango
- Adrià Puntí
- Ramoncín
- Loquillo
- Pastora
- Mariona Comellas
- Mar Endins
- Bluestereo
- Los Amaya
- Cobla De Cambra de Catalunya
- Pa d'angel
- Xató
- The Companys
- Túrnez & Sesé
- Keympa
- Ginesa Ortega
- Rockness
- Inèdits
- Entregirats
- Muhel
- Victor Gioconda
- Naltrus
- Narcís Perich
- Outsider
- Inti Illimani
- Rafa Xambó
- Aljub
- Albert Fibla
- Els Pescadors de l'Escala
- Cristian Guerrero
- Grallers la tarota
- Peix fregit
- Alikata rock
- Objectes perduts
- Xavi Vidal & Berni Mora
- Baetúria
- Tarasca folk
- Ismael Colomer
- Gàtaca
- Gerard Sesé
- Ignot
- Arjau
- Rodamons
- Èric Vinaixa
- Dúo Cohiba
- S'albaida
- Nua
- Lexu’s
- Nan Roig
- Dragonslayer
- Emili Baleriola
- Blues de picolat
- Xavier Dotras Trio
- Lluís Cartes
- Raimon
- Coral Sant Jordi
- Cobla de Cambra de Catalunya
- Xaviss
- Orquestrina Galana
- Lupe Villar & XII. AMC
- Àtic
- Orquestra Alternativa
- Rafa Corega
- Jordi Sabatés
- La Pataqueta
- Joan Barranca & Blai Masó
- Hipnosis
- Celdoni Fonoll
- Antologia Històrica de la Música Catalana
- Toni Xuclà
- Ramon Sauló
- Krama
- The Cigrones
- Toni Giménez
- Eybec
- Romà Alonso
- Leds
- La Murga
- José Luís Lopátegui
- Saó
- Leyenda
- Vuit
- El Biles
- Jorge Castro
- Wantun
- Àlex Torío
- Los Guardians del Pont
- Septeto Santiaguero
- Nothingman
- Hewel
- Legion
- Pitt Marvel
- Milford Mocs & Gunther Cucs
- Eduard Fontbona
- Jesús Corbacho
- Ile
- Abril
- Roge Green & Txipiaité Band
- XaiPhone
- Roger Margarit
- Blaumut
- Filippo Landini
- 4 Hiverns
- Pepe Cantó
- Radio Carbó
- Pau Sastre
- Revolución
- Enric Hernàez
- Joan Isaac
- Darània
- Sabor de Gracia
- Oriol Padrós
- Zaidecuba
- Jabier Muguruza
- Setembre
- Noctämbuls
- Xavi Túrnez
- Musicants
- Kórnik Trio
- Lydia Torrejón
- Indira
- Neoforic
- Pol Fuentes
- Meïa
- Falsterbo
- Pele Macleod
- Frans Cuspinera
- Barbablanca
- Sherpah
- Biflats
- Criatures